# Antonio Valero Yubero
Antonio Valero Yubero (Madrid, Comunidad de Madrid; 31 de marzo de 1932-Sevilla, 3 de octubre de 2018) fue un futbolista español. Jugaba en la zona defensiva de lateral izquierdo. Recibió el V dorsal de leyenda del Sevilla FC en noviembre de 2011.

## Trayectoria
Valero comenzó su carrera como jugador profesional en el RCD Córdoba y en el Sevilla F.C. En el conjunto hispalense permaneció durante 10 temporadas, disputando un total de 231 partidos oficiales.
- 1952-54 RCD Córdoba
- 1954-64 Sevilla FC
- También, al final de su carrera, militó algún tiempo en las filas del Xerez C.D.

## Internacionalidades
- 3 veces internacional B
- 1 vez internacional con la Selección absoluta. Su único partido tuvo lugar el 30 de enero de 1957 en el Santiago Bernabéu. Fue un amistoso contra la selección de los Países Bajos en la que el combinado español venció 5-1. En aquel partido también debutaron en la selección española los jugadores Alfredo Di Stéfano y Luis Suárez.